# Furacão da Flórida de 1941
O Furacão da Flórida de 1941, foi um forte ciclone tropical, que afetou as Bahamas, a Flórida, e o sudeste dos Estados Unidos.